# كعكة مديرة
كعكة مَديرة هي كعكة إسفنجية أو كعكة زبدة في الطبخ البريطاني والإرلندي التقليدي.

## الأصل
يُعتقد أحيانًا خطأً أنه ينشأ من جزر مديرة ؛وليس هذا الحال حيث سميت على اسم نبيذ مديرة وهو نبيذ برتغالي من الجزر والذي كان شائعًا في إنجلترا في منتصف القرن التاسع عشر وكان يُقدم مع الكعكة. أما أهل مديرة فلهم كعكة خاصة بهم اسمها: bolo de mel، وهي كعكة عسل داكنة حارة - وهي مختلفة تمامًا عن كعكة مديرة. في الوقت الحاضر ، غالبًا ما تُقدم كعكة مَديرة الإنجليزية مع الشاي أو الليكور.